# Tour de Pologne 2023
80. ročník etapového cyklistického závodu Tour de Pologne se konal mezi 29. červencem a 4. srpnem 2023 v Polsku. Celkovým vítězem se stal Slovinec Matej Mohorič z týmu Team Bahrain Victorious. Na druhém a třetím místě se umístili Portugalec João Almeida (UAE Team Emirates) a Polák Michał Kwiatkowski (Ineos Grenadiers). Závod byl součástí UCI World Tour 2023 na úrovni 2.UWT a byl dvacátým sedmým závodem tohoto seriálu.

## Týmy
Závodu se zúčastnilo všech 18 UCI WorldTeamů, 5 UCI ProTeamů a polský národní tým. Týmy Israel–Premier Tech, Lotto–Dstny a Team TotalEnergies dostaly automatické pozvánky jako 3 nejlepší UCI ProTeamy sezóny 2022, pouze druhý jmenovaný tým však svou pozvánku přijal. Další 4 UCI ProTeamy (Human Powered Health, Q36.5 Pro Cycling Team, Team Novo Nordisk a Tudor Pro Cycling Team) a polský národní tým pak byly vybrány organizátory závodu, Lang Team. Všechny týmy přijely se sedmi jezdci, celkem se tak na start postavilo 168 závodníků. Do cíle v Krakově dojelo 151 z nich.
UCI WorldTeamy
- AG2R Citroën Team
- Alpecin–Deceuninck
- Arkéa–Samsic
- Astana Qazaqstan Team
- Bora–Hansgrohe
- Cofidis
- EF Education–EasyPost
- Groupama–FDJ
- Ineos Grenadiers
- Intermarché–Circus–Wanty
- Lidl–Trek
- Movistar Team
- Soudal–Quick-Step
- Team Bahrain Victorious
- Team dsm–firmenich
- Team Jayco–AlUla
- Team Jumbo–Visma
- UAE Team Emirates

UCI ProTeamy
- Human Powered Health
- Lotto–Dstny
- Q36.5 Pro Cycling Team
- Team Novo Nordisk
- Tudor Pro Cycling Team

Národní týmy
- Polsko

## Trasa a etapy
| Etapa         | Datum         | Trasa                     | Vzdálenost | Typ       | Typ                  | Vítěz                     |
| ------------- | ------------- | ------------------------- | ---------- | --------- | -------------------- | ------------------------- |
| 1             | 29. července  | Poznaň – Poznaň           | 183,7 km   |           | Rovinatá etapa       | Tim Merlier (BEL)         |
| 2             | 30. července  | Lešno to Karpacz          | 202,9 km   |           | Zvlněná etapa        | Matej Mohorič (SLO)       |
| 3             | 31. července  | Valbřich – Duszniki-Zdrój | 163,3 km   |           | Zvlněná etapa        | Rafał Majka (POL)         |
| 4             | 1. srpna      | Strzelin – Opolí          | 198,6 km   |           | Rovinatá etapa       | Olav Kooij (NED)          |
| 5             | 2. srpna      | Pszczyna – Bílsko-Bělá    | 198,8 km   |           | Zvlněná etapa        | Marijn van den Berg (NED) |
| 6             | 3. srpna      | Katovice to Katovice      | 16,6 km    |           | Individuální časovka | Mattia Cattaneo (ITA)     |
| 7             | 4. srpna      | Zabrze – Krakov           | 166,6 km   |           | Zvlněná etapa        | Tim Merlier (BEL)         |
| Celková délka | Celková délka | Celková délka             | 1130,5 km  | 1130,5 km | 1130,5 km            | 1130,5 km                 |

## Průběžné pořadí
| Etapa          | Vítěz               | Celkové pořadí | Bodovací soutěž | Vrchařská soutěž | Soutěž bojovnosti | Soutěž polských jezdců | Soutěž týmů       |
| -------------- | ------------------- | -------------- | --------------- | ---------------- | ----------------- | ---------------------- | ----------------- |
| 1              | Tim Merlier         | Tim Merlier    | Tim Merlier     | Norbert Banaszek | Patryk Stosz      | Maciej Paterski        | Team Jumbo–Visma  |
| 2              | Matej Mohorič       | Matej Mohorič  | Matej Mohorič   | Lucas Hamilton   | Patryk Stosz      | Michał Kwiatkowski     | UAE Team Emirates |
| 3              | Rafał Majka         | Matej Mohorič  | Matej Mohorič   | Jacopo Mosca     | Patryk Stosz      | Rafał Majka            | UAE Team Emirates |
| 4              | Olav Kooij          | Matej Mohorič  | Matej Mohorič   | Jacopo Mosca     | Patryk Stosz      | Rafał Majka            | UAE Team Emirates |
| 5              | Marijn van den Berg | Matej Mohorič  | Matej Mohorič   | Markus Hoelgaard | Patryk Stosz      | Rafał Majka            | UAE Team Emirates |
| 6              | Mattia Cattaneo     | Matej Mohorič  | Matej Mohorič   | Markus Hoelgaard | Patryk Stosz      | Michał Kwiatkowski     | UAE Team Emirates |
| 7              | Tim Merlier         | Matej Mohorič  | Matej Mohorič   | Markus Hoelgaard | Patryk Stosz      | Michał Kwiatkowski     | UAE Team Emirates |
| Konečné pořadí | Konečné pořadí      | Matej Mohorič  | Matej Mohorič   | Markus Hoelgaard | Patryk Stosz      | Michał Kwiatkowski     | UAE Team Emirates |

- V 2. etapě nosil Olav Kooij, jenž byl druhý v bodovací soutěži, bílý dres, protože Tim Merlier nosil žlutý dres pro lídra celkového pořadí.
- Ve 3. etapě nosil Tim Merlier, jenž byl druhý v bodovací soutěži, bílý dres, protože Matej Mohorič nosil žlutý dres pro lídra celkového pořadí.
- Ve 4. etapě nosil Michał Kwiatkowski, jenž byl druhý v bodovací soutěži, bílý dres, protože Matej Mohorič nosil žlutý dres pro lídra celkového pořadí.
- V 5. etapě nosil Olav Kooij, jenž byl druhý v bodovací soutěži, bílý dres, protože Matej Mohorič nosil žlutý dres pro lídra celkového pořadí.
- V 6. etapě nosil Marijn van den Berg, jenž byl druhý v bodovací soutěži, bílý dres, protože Matej Mohorič nosil žlutý dres pro lídra celkového pořadí.
- V 7. etapě nosil João Almeida, jenž byl druhý v bodovací soutěži, bílý dres, protože Matej Mohorič nosil žlutý dres pro lídra celkového pořadí.

## Konečné pořadí
| Legenda | Legenda                         | Legenda | Legenda                           |
| ------- | ------------------------------- | ------- | --------------------------------- |
|         | Označuje lídra celkového pořadí |         | Označuje lídra vrchařské soutěže  |
|         | Označuje lídra bodovací soutěže |         | Označuje lídra soutěže bojovnosti |

### Celkové pořadí
| Pořadí | Jezdec                    | Tým                      | Čas         |
| ------ | ------------------------- | ------------------------ | ----------- |
| 1      | Matej Mohorič (SLO)       | Team Bahrain Victorious  | 26h 17' 48" |
| 2      | João Almeida (POR)        | UAE Team Emirates        | + 1"        |
| 3      | Michał Kwiatkowski (POL)  | Ineos Grenadiers         | + 17"       |
| 4      | Ilan Van Wilder (BEL)     | Soudal–Quick-Step        | + 22"       |
| 5      | Mattia Cattaneo (ITA)     | Soudal–Quick-Step        | + 41"       |
| 6      | Brandon McNulty (USA)     | UAE Team Emiratesmirates | + 42"       |
| 7      | Eddie Dunbar (IRL)        | Team Jayco–AlUla         | + 55"       |
| 8      | Rafał Majka (POL)         | UAE Team Emirates        | + 58"       |
| 9      | Samuele Battistella (ITA) | Astana Qazaqstan Team    | + 1' 00"    |
| 10     | Oscar Onley (GBR)         | Team dsm–firmenich       | + 1' 07"    |

### Bodovací soutěž
| Pořadí | Jezdec                      | Tým                     | Body |
| ------ | --------------------------- | ----------------------- | ---- |
| 1      | Matej Mohorič (SLO)         | Team Bahrain Victorious | 68   |
| 2      | João Almeida (POR)          | UAE Team Emirates       | 68   |
| 3      | Michał Kwiatkowski (POL)    | Ineos Grenadiers        | 66   |
| 4      | Marijn van den Berg (NED)   | EF Education–EasyPost   | 61   |
| 5      | Tim Merlier (BEL)           | Soudal–Quick-Step       | 54   |
| 6      | Ilan Van Wilder (BEL)       | Soudal–Quick-Step       | 48   |
| 7      | Oscar Onley (GBR)           | Team dsm–firmenich      | 43   |
| 8      | Fernando Gaviria (COL)      | Movistar Team           | 43   |
| 9      | Stanisław Aniołkowski (POL) | Human Powered Health    | 38   |
| 10     | Matteo Moschetti (ITA)      | Q36.5 Pro Cycling Team  | 38   |

### Vrchařská soutěž
| Pořadí | Jezdec                     | Tým                     | Body |
| ------ | -------------------------- | ----------------------- | ---- |
| 1      | Markus Hoelgaard (NOR)     | Lidl–Trek               | 25   |
| 2      | Jacopo Mosca (ITA)         | Lidl–Trek               | 18   |
| 3      | Thomas De Gendt (BEL)      | Lotto–Dstny             | 17   |
| 4      | Bert van Lerberghe (BEL)   | Soudal–Quick-Step       | 8    |
| 5      | Tobias Lund Andresen (DEN) | Team dsm–firmenich      | 6    |
| 6      | Damiano Caruso (ITA)       | Team Bahrain Victorious | 5    |
| 7      | Lucas Hamilton (AUS)       | Team Jayco–AlUla        | 5    |
| 8      | Christian Scaroni (ITA)    | Astana Qazaqstan Team   | 5    |
| 9      | Dorian Godon (FRA)         | AG2R Citroën Team       | 4    |
| 10     | Andreas Kron (DEN)         | Lotto–Dstny             | 4    |

### Soutěž bojovnosti
| Pořadí | Jezdec                      | Tým                     | Body |
| ------ | --------------------------- | ----------------------- | ---- |
| 1      | Patryk Stosz (POL)          | Polsko                  | 18   |
| 2      | Bert van Lerberghe (BEL)    | Soudal–Quick-Step       | 6    |
| 3      | Sebastian Schönberger (AUT) | Human Powered Health    | 6    |
| 4      | Filippo Ridolfo (ITA)       | Team Novo Nordisk       | 6    |
| 5      | Markus Hoelgaard (NOR)      | Lidl–Trek               | 5    |
| 6      | Tobias Lund Andresen (DEN)  | Team dsm–firmenich      | 4    |
| 7      | Norbert Banaszek (POL)      | Polsko                  | 4    |
| 8      | Matej Mohorič (SLO)         | Team Bahrain Victorious | 3    |
| 9      | Sam Brand (GBR)             | Team Novo Nordisk       | 3    |
| 10     | João Almeida (POR)          | UAE Team Emirates       | 2    |

### Soutěž týmů
| Pořadí | Tým                     | Čas         |
| ------ | ----------------------- | ----------- |
| 1      | UAE Team Emirates       | 78h 54' 32" |
| 2      | Soudal–Quick-Step       | + 1' 33"    |
| 3      | Ineos Grenadiers        | + 5' 43"    |
| 4      | AG2R Citroën Team       | + 5' 45"    |
| 5      | Team Jayco–AlUla        | + 6' 29"    |
| 6      | Team Bahrain Victorious | + 8' 28"    |
| 7      | Astana Qazaqstan Team   | + 9' 03"    |
| 8      | Bora–Hansgrohe          | + 10' 40"   |
| 9      | Team dsm–firmenich      | + 11' 27"   |
| 10     | Team Jumbo–Visma        | + 11' 40"   |